# قطعنامه ۲۷۰ شورای امنیت
قطعنامه ۲۷۰ شورای امنیت سازمان ملل متحد که در تاریخ ۲۶ اوت ۱۹۶۹ تصویب شد، سندی بین‌المللی دربارهٔ وضعیت خاورمیانه است. این قطعنامه طی نشست ۱٬۵۰۴ام
تصویب شد.